# Oświadczenie majątkowe
Oświadczenie majątkowe – oświadczenie o stanie majątku własnego (ewentualnie również osób najbliższych), którego złożenie może być obowiązkowe.
W Polsce oświadczenia majątkowe są wymagane:
- na stanowisku posła, senatora, posła do Parlamentu Europejskiego, ministra, sędziego, prokuratora, referendarza, asesora sądowego, asesora prokuratury, radnego jednostki samorządu terytorialnego (rady miasta, gminy lub powiatu albo sejmiku województwa), kierownika jednostki organizacyjnej jednostki samorządu terytorialnego, skarbnika lub sekretarza jednostki samorządu terytorialnego, osoby zarządzającej samorządową osobą prawną lub osoby wydającej decyzje administracyjne – odpowiednio w związku z rozpoczęciem i upływem kadencji, powołaniem lub odwołaniem ze stanowiska, zatrudnieniem lub rozwiązaniem umowy o pracę, jak również corocznie do 31 marca[1],
- przy ubieganiu się o świadczenia z pomocy społecznej,
- przy ubieganiu się o udzielenie ulgi (rozłożenie na raty, odroczenie, umorzenie) w spłacie należności pieniężnej, której wierzycielem jest jednostka sektora finansów publicznych,
- w postępowaniu wobec dłużnika alimentacyjnego.